# Rivière de Fer à Cheval
Rivière de Fer à Cheval är ett vattendrag i Haiti. Det ligger i den centrala delen av landet, 40 km nordost om huvudstaden Port-au-Prince.